# Spandau Ballet
Spandau Ballet er et engelsk band, som blev dannet i London i de sene 1970'ere. Deres musik er en blanding af funk, jazz, soul og synthpop. 
Bandet havde stor succes i 1980'erne, hvilket 10 top-ti-singler og fire top-ti-albums i England var et klart udtryk for.
I 1983-84 hittede Spandau Ballet, som var et af den tids populæreste New Romantics bands, med sange som "True", "Gold" og "Only When You Leave".
Spandau Ballets medlemmer Tony Hadley, Gary Kemp, Martin Kemp, Steve Norman og John Keeble opløste bandet i 1990 men blev samlet igen i oktober 2009. 
Det seneste album Once More udkom d. 1. november 2009. Albummet indeholder 11 genindspilninger af deres gamle numre + 2 nye sange, heriblandt den ny single "Once More", som er den første fra Spandau Ballet i 20 år. 

## Diskografi
- Journeys to Glory (1981)
- Diamond (1982)
- True (1983)
- Parade (1984)
- Through the Barricades (1986)
- Heart Like a Sky (1989)
- Once More (2009)